# Tamburice kad bi plakat' znale
Tamburice kad bi plakat' znale je dvanaesti studijski album pevačice Merime Njegomir. Objavljen je 25. oktobra 1994. u izdanju PGP RTS. Album sadrži osamnaest pesama.

## Pesme na albumu
| Br. | Naziv                           | Muzika          | Tekst         |
| --- | ------------------------------- | --------------- | ------------- |
| 1.  | Tamburice kad bi plakat' znale' | Isidor Hadnađev | P. Đorđević   |
| 2.  | Divno miri lipin cvet           | Marko Nešić     | Marko Nešić   |
| 3.  | Sjaj, meseče, večeras           |                 |               |
| 4.  | Ljubismo se, ej, lane moje      |                 |               |
| 5.  | Niči, niči, krine beli          | Nikola Đurković | Vasa Živković |
| 6.  | Sunce jarko                     | Davorin Jenko   | Davorin Jenko |
| 7.  | Ala volem diku mog              |                 |               |
| 8.  | Anđelija vodu lila              |                 |               |
| 9.  | Grančice mirisne                |                 |               |
| 10. | Vetar duva, šljive opadaju      |                 |               |
| 11. | Umorno je zlato moje            | Marko Nešić     | Marko Nešić   |
| 12. | Aj, neven vene                  |                 |               |
| 13. | Bogata sam, imam svega          | Marko Nešić     | Marko Nešić   |
| 14. | Sve dok je tvog blagog oka      | Isidor Bajić    | Isidor Bajić  |
| 15. | Bolna leži Anđelija mlada       |                 |               |
| 16. | Uzmi mi srce moje               | Marko Nešić     | Marko Nešić   |
| 17. | Kukuruzi, vinogradi             | Marko Nešić     | Marko Nešić   |
| 18. | Hajd' na rogalj, momče          |                 |               |

## Spoljašnje veze
- Tamburice kad bi plakat' znale na discogs.com